# Феномен Розето
Феномен Розето — феномен низкого уровня заболеваний при высокой социальной солидарности. Назван в честь городка Розето, штат Пенсильвания, где в 1961 году был обнаружен необычно низкий уровень инфаркта миокарда по сравнению с другими городами США. Городок Розето был основан и заселён в конце XIX века переселенцами из итальянского городка Розето-Вафорторе.
Антоним – "синдром Робинзона" – субъективное ощущение одиночества, причиной которого может быть дефицит нейротензина или окситоцина, либо низкая чувствительность к ним, дефект рецепторов и т.д., гиподинамия, гипокапния.

## История
С 1954 по 1961 год в Розето почти не было сердечных приступов у мужчин в возрасте от 55 до 64 лет, относящихся к группе высокого риска, а у мужчин старше 65 лет смертность составляла 1%, в то время как средний показатель по стране составлял 2%.
Последовало множество исследований, в том числе 50-летнее исследование, сравнивающее Розето с близлежащим Бангором, чтобы выявить причины такого низкого уровня заболеваний в Розето.
Возможные причины низкого уровня инфаркта миокарда в Розето, а именно: диета, здоровый образ жизни, занятие спортом или полезный для здоровья труд, местность, гены — были отвергнуты в ходе исследований. Розетонцы курили сигары без фильтра, пили вино, ели жирную пищу. Мужчины работали в сланцевых карьерах, где заразились болезнями от газов и пыли. Были изучены медицинские карты всех родственников розетонцев, проживающих в других районах США. Выяснили, что эти родственники не обладали столь отменным здоровьем, как розетонцы.
В соседних с Розето городках — Бангор и Назарет — смертность от сердечных заболеваний была в три раза выше, чем у розетонцев.
В Розето также было очень мало преступлений и очень мало обращений за государственной помощью.
50-летнее исследование, сравнивающее Розето с близлежащим Бангором, пришло к выводу, что причина низкого уровня заболеваний кроется в большей социальной солидарности в Розето.
Стюарт Вольф, проводивший исследование феномена Розето, объяснил более низкий уровень сердечных заболеваний у розетонцев меньшим стрессом. "Сообщество, — говорит Вольф, — было очень сплочённым. Дома стояли очень близко друг к другу, и все жили более или менее одинаково. Не было гонки и соперничества с соседями. Старейшин почитали и включали в общественную жизнь”.
Как и предсказывали первоначальные авторы, по мере того как городок Розето избавлялся от своей итальянской социальной структуры и становился более американизированным, показатели сердечно-сосудистых заболеваний увеличивались и становились похожими на показатели соседних городов.
Данный феномен упоминается в книге Малькольма Гладуэлла — "Гении и аутсайдеры", 2008 г.